# Сільвіна Д'Елія
Сільвіна Д'Елія  (ісп. Silvina D'Elia, 25 квітня 1986) — аргентинська хокеїстка на траві, олімпійська медалістка.

## Виступи на Олімпіадах
| Олімпіада   | Дисципліна     | Місце |
| ----------- | -------------- | ----- |
| Лондон 2012 | хокей на траві | 2     |

## Зовнішні посилання
- Досьє на sport.references.com